# Țuțcanii din Vale
Țuțcanii din Vale – wieś w Rumunii, w okręgu Neamț, w gminie Bahna. W 2011 roku liczyła 276 mieszkańców.